# Cyrtodactylus ingeri
Cyrtodactylus ingeri là một loài thằn lằn trong họ Gekkonidae. Loài này được Hikida mô tả khoa học đầu tiên năm 1990.